# ماركينيوس كزافييه
ماركينيوس كزافييه (بالبرتغالية: Marcos Xavier Andrade‏) هو لاعب كرة قدم برازيلي، ولد في 3 أبريل 1974.

## وصلات خارجية
- الموقع الرسمي